# لیو دان
لیو دان (انگلیسی: Liu Dan؛ زادهٔ ۲۴ آوریل ۱۹۸۷) بازیکن بسکتبال اهل چین است. وی در بازی‌های المپیک تابستانی ۲۰۰۸ شرکت کرده‌است.